# 單線新熱䲁
單線新熱䲁（學名：Neoclinus monogrammus），為條鰭魚綱䲁形目煙管䲁科新熱䲁屬的一個種，分布於西北太平洋日本海域，深度可達28公尺，本魚體延長，眼上眶具有觸鬚，雄魚頭部有彩色圖案，散佈著紅色斑點，背鰭硬棘20-22枚、背鰭軟條18-19枚、臀鰭硬棘2枚、臀鰭軟條25-27枚，體長可達6.7公分，棲息在潮間帶岩礁區，通常躲在空藤壺或岩縫中，以小型無脊椎動物或浮游動物為食，雌魚產附著性卵，雄魚會守護卵，生活習性不明。